# Moloch

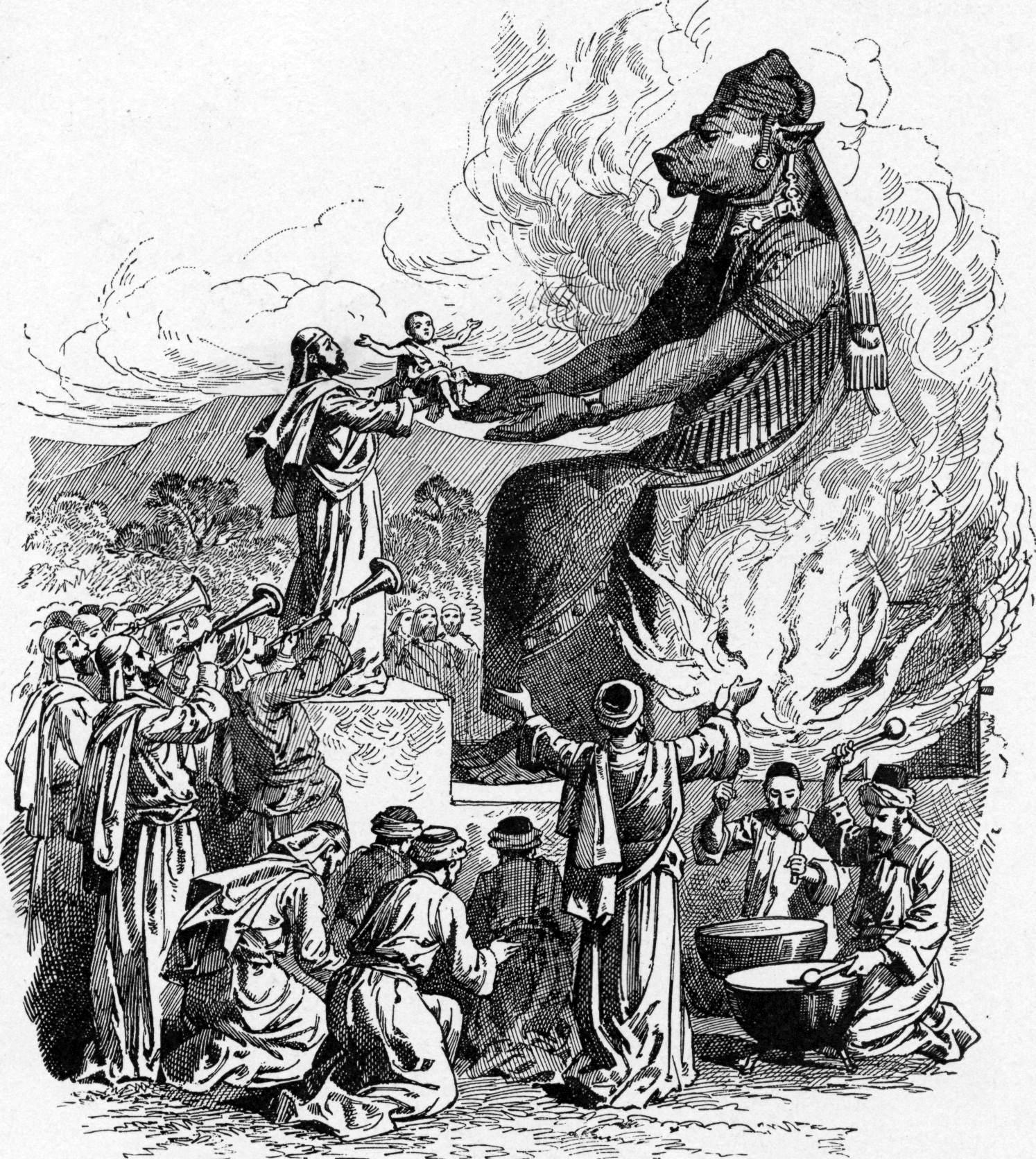
Ofrenda a Moloc según las Bible pictures and what they teach us, de Charles Foster (1897). La ilustración muestra la representación típica de Moloch en fuentes medievales y modernas.

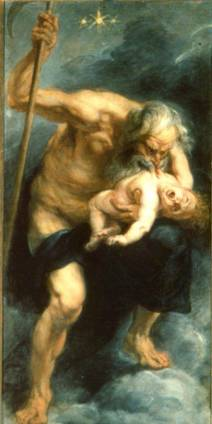
Saturno devorando a un hijo, de Rubens (1636-38). A veces el titán griego Crono, relacionado con el dios romano Saturno, ha sido identificado también con Moloch.

Moloch (fenicio 𐤌𐤋𐤊, hebreo: מֹלֶךְ mōlek, griego Μολόχ) es un término encontrado en la Biblia hebrea, relacionado con sacrificios humanos.
Según la tradición rabínica, Moloch era una estatua de bronce con fuego en su interior, dentro del cual se arrojaba a las víctimas. Modernamente, esta descripción ha sido relacionada con los relatos de autores clásicos y relatos bíblicos acerca de sacrificios de niños realizados en Cartago, en el Púnico, en el Fenicio como parte del culto de Adramelech (también se menciona en la biblia el culto a Adramelech en una ciudad llamada Sefarvaim) y el culto de Baal Hammón.
Autores como Jhon Day (1989) y George Heider (1985), quienes sostienen la interpretación tradicional, la misma que sostiene la tradición rabínica, han propuesto que las consonantes MLK se pronunciarían Moloch y sería un dios cananeo. Sin embargo Otto Eissfeldt desde 1935 reinterpretó que el término no sería de un dios específico, sino a un tipo de sacrificio con el epíteto Melek(rey) antes del nombre de la deidad y en ocasiones lammōlek, similar al ritual molk que significaría "sacrificio" en lengua púnica. Existe la controversia en el caso del ritual, si se trataba de una costumbre religiosa nativa de Israel o importada, que después fue abolida y condenada.
Moloch es usado de manera figurada desde la obra de Milton, donde designa a un demonio, como cualquier persona o entidad que requiera la entrega de lo más preciado a cambio de alguna recompensa y también, simplemente, como un sistema que devora a quienes lo veneran. Amadasi Guzzo (1986). Documenta que los días Moloch o de celebraciones con sacrificios humanos masivos son: 2 y 3 de febrero, 27 y 28 de febrero, 23 y 24 de junio, 23 y 24 de agosto, 18 y 19 de octubre, 27 y 28 de diciembre, donde los rituales empiezan en la noche y terminan en la madrugada, buscando siempre que exista muchos niños en sacrificios masivos, muchos reyes y líderes han usado estas fechas para hacer sacrificios humanos para perpetuarse en el poder.
En la tradición de Cábala, junto a satanás, son los regentes del qlifá llamado Taumiel.

## Semiología y pronunciación
El nombre podría ser un disfemismo del epíteto aplicado a varios dioses: mlk, ‘rey’, que puede datarse en la época del Segundo Templo. Numerosos dioses cananeos eran designados con este epíteto, y por ello asociados luego con un dios Moloch, Malkam o Milcom (מַלְכָּם‎), dios de los amonitas, y Melkart dios de Tiro.
Tradicionalmente se ha interpretado Moloch como el nombre de un dios, probablemente denominado «el rey», pero pronunciado a propósito como molek en vez de melek, utilizando las vocales de la palabra hebrea bosheth (‘ignominia’). Tras el descubrimiento de Cartago en 1935, el teólogo e historiador de las religiones Otto Eißfeldt realizó un estudio donde determinó que, en las inscripciones púnicas, Moloch era un verbo y no un dios, es decir, el rito. Descartaba por tanto la idea de que Molok fuera un dios perteneciente a la cultura fenicia, ya que ni en las estelas de dicha población ni en los fenicios de Occidente (púnicos) se encuentra Molok como dios. Los eruditos G. C. Heider y John Day identifican a Moloch con una deidad atestada en Ugarit, donde es llamada Mlk.
Hay objeciones a la interpretación tradicional, en el mito ritual "Los dioses apuestos y hermosos" encontramos el texto vocalizado como "Shalima Malka, shalima malkata", sin vocales como "slm.mlk.slm.mlkt" y que significaría "A la salud del rey, a la salud de la reina", en ugarit por ende se traducen muchos textos el MLK como rey y reina, podemos ver en John Day la tablilla no publicada RS.1986.22458 que cita en la página 214 el transliterado y traducido texto "Quince tinajas de cebada para los caballos de Resheph, Quince tinajas de cebada para los caballos de MLK de astarot" de donde sacaría al dios Moloch, pero de la misma tabla no publicada, fue utilizada por Dennis Pardee (1988) quien aporta la traducción "Cinco canastas (de cebada) para los caballos de Milkastarte", este nombre sería traducido como Reina Astarté, esta traducción fue aportada por la directora de Ras Shamra-Ougarit, Marguerite Yon y la corrección de Pierre Bodreuil ya que no eran 15 canastas, si no 5. Sería entonces una traducción más moderna y por tanto contradice directamente a la versión de John Day.
En otros pasajes, el dios de los amonitas es llamado Milcom, no Moloch (I Reyes 11:33, y Sofonías 1:5). La Septuaginta lo llama Milcom en I Reyes 11:7, en vez de Moloch, aunque esto sugiere un posible error en la transcripción del hebreo. Como consecuencia, muchas traducciones inglesas lo denominan Milcom.
Por otra parte, se ha sugerido que Moloch era un epíteto de Baal, en semítico cananeo 𐤁𐤏𐤋 [baʕal] 'amo' o 'señor' (en hebreo: בָּעַל‎ [Báʿal], en árabe: بعل‎ [Ba,al]), una antigua divinidad de varios pueblos situados en Asia Menor y su área de influencia: babilonios, caldeos, cartagineses, fenicios (asociado a Melkart), filisteos, israelitas y sidonios. Era el dios de la lluvia, el trueno y la fertilidad.
Jean Marquès-Rivière, en su trabajo 'Amuletos, talismanes y pantáculos', afirma la identidad de Moloch y Saturno, Cronos para los griegos, y presenta simbología relacionada con esos ídolos.  

## Representación y sacrificios
Generalmente Moloch es representado como una figura humana con cabeza de carnero o becerro, sentado en un trono y con una corona u otro distintivo de realeza, como un báculo.
Según la interpretación tradicional los sacrificios preferidos por Moloch eran los niños (véase el rito «molk»), especialmente los bebés. Esta idea surgió de relacionar las narraciones bíblicas —donde se menciona el culto de Moloc y se lo asocia con la práctica de pasar a un niño por el fuego— con las descripciones de la religión púnica en las fuentes clásicas.

### Moloc en la Biblia

#### Biblia hebrea
La palabra Moloc aparece ocho veces en el Texto masorético de la Biblia hebrea. Una de ellas (1 Reyes 11:7) es una errata por Milcom, epíteto del dios supremo de Amón.[cita requerida]  El resto se encuentran mayoritariamente en el Levítico, con dos menciones más en el Segundo Libro de los Reyes y en Jeremías. En todas ellas se condena a los israelitas que rinden culto a Moloc, el cual se relaciona en general, según estos textos, con ofrecer a los niños en sacrificio o en ofrenda. Además, pero sin mencionar a Moloc, se alude muchas veces a la práctica de «pasar por el fuego».
En Levítico ambas prácticas aparecen juntas: 

Y no des hijo tuyo para ofrecerlo por fuego a Moloc; no contamines así el nombre de tu Dios. Yo Jehová.
Levítico 18.21 (versión de Reina Valera 1960)

Dirás asimismo a los hijos de Israel: Cualquier varón de los hijos de Israel, o de los extranjeros que moran en Israel, que ofreciere alguno de sus hijos a Moloc, de seguro morirá; el pueblo de la tierra lo apedreará.
Levítico 20, 2-5 (Reina Valera 1960)

En el relato del reinado de Acaz se lee:

Antes [el rey Acaz] anduvo en el camino de los reyes de Israel, y aun hizo pasar por fuego a su hijo, según las prácticas abominables de las naciones que Jehová echó de delante de los hijos de Israel.
2 Reyes 16.3 (Reina Valera 1960)

En el Deuteronomio se menciona el rito como una práctica habitual de los cananeos, que justificaba su exterminio:

No harás así a Jehová tu Dios; porque toda cosa abominable que Jehová aborrece, hicieron ellos a sus dioses; pues aun a sus hijos y a sus hijas quemaban en el fuego a sus dioses.
Deuteronomio 12.31 (Reina Valera 1960)

En atención a esto, la reforma de Josías prohibió tales rituales:

Asimismo profanó [desacralizó] a Tofet, que está en el valle del hijo de Hinom, para que ninguno pasase su hijo o su hija por fuego a Moloc.
2 Reyes 23.10 (Reina Valera 1960)

Aquí aparece por primera vez la palabra Tofet como sinónimo de esta práctica cultual.

Y han edificado los lugares altos de Tofet, que está en el valle del hijo de Hinom, para quemar al fuego a sus hijos y a sus hijas, cosa que yo no les mandé, ni subió en mi corazón. Por tanto, he aquí vendrán días, ha dicho Jehová, en que no se diga más, Tofet, ni valle del hijo de Hinom, sino Valle de la Matanza; y serán enterrados en Tofet, por no haber lugar.
Jeremías 7, 31-32 (Reina Valera 1960)

Y edificaron lugares altos a Baal, para quemar con fuego a sus hijos en holocaustos al mismo Baal; cosa que no les mandé, ni hablé, ni me vino al pensamiento. Por tanto, he aquí vienen días, dice Jehová, que este lugar no se llamará más Tofet, ni valle del hijo de Hinom, sino Valle de la Matanza.
Jeremías 19, 5-6 (Reina Valera 1960)

Los lugares altos son lugares sagrados en la religión cananea e israelita primitiva, un eco del cual se encuentra en el episodio del sacrificios (o «atadura») de Isaac.

#### En los LXX y el Nuevo Testamento
La traducción al griego de la Biblia hebrea, conocida como la Septuaginta, vierte el término Moloc como «gobernante» (ἄρχων, arkjon) en Levítico, o bien como «rey» (βασιλεύς, basileus) en 1 Reyes 11:7; pero lo translitera como Moloch en 2 Reyes 23:10 y en Jeremías 30:35. Además nombra a Moloc en un pasaje de Amós, donde el masorético usa otro nombre. 
Esta versión es la que se cita en el Libro de los Hechos de los Apóstoles, cuando el helenista Esteban testifica ante el Sanedrín (Hechos 7:43), y constituye la única mención de Moloc en el Nuevo Testamento.

### Los sacrificios de niños en la religión púnica
Numerosos autores de la Antigüedad como Simónides de Ceos, Clitarco de Alejandría, Diodoro Sículo, Plutarco o Teodoro describen en detalle las ceremonias y rituales asociados al culto de este dios, identificado (en interpretatio graeca) con Crono, quien devoraba a sus hijos en el mito:

Al ver venir al Sumo Sacerdote de Moloch vestido de túnica púrpura, color de pureza, le pregunté cuál es el origen del culto. Me contestó que en los tiempos primordiales hubo una gran catástrofe y hoy en día, si no fuera por los sacrificios para fertilizar la tierra, serían piedras lo que se encontrase en ella. Entonces, en medio de una plataforma había una estatua de Crono, con las manos extendidas sobre un brasero de bronce, las llamas que engullen a los niños. Cuando las llamas alcanzan el cuerpo, sus miembros se contraen y la boca abierta casi parece reír, hasta que el cuerpo contraído se desliza resbalando al fondo del brasero. Así es que esta mueca se conoce como risa sardónica, puesto que ríen al morir.[cita requerida]

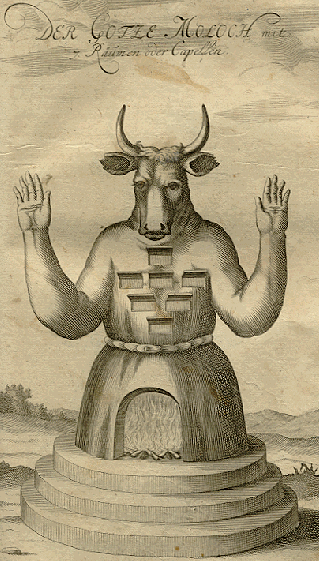
Ilustración sobre «El ídolo de Moloch con 7 espacios o capillas», en Öffentlicher Gottesdienst der alten Hebräer (El culto público de los antiguos hebreos), obra póstuma de Johann Lund (edición de 1711-1738)

Plutarco relata en De superstitione (Moralia 171c-d):

Καρχηδονίοις οὐκ ἐλυσιτέλει Κριτίαν λαβοῦσιν ἢ Διαγόραν νομοθέτην ἀπ’ ἀρχῆς μήτε τινὰ δαιμόνων μήτε θεῶν νομίζειν ἢ τοιαῦτα θύειν οἷα τῷ Κρόνῳ ἔθυον […]
ἀλλ’ εἰδότες καὶ γιγνώσκοντες αὐτοὶ τὰ αὑτῶν τέκνα καθιέρευον, οἱ δ’ ἄτεκνοι παρὰ τῶν πενήτων ὠνούμενοι παιδία κατέσφαζον καθάπερ ἄρνας ἢ νεοσσούς, παρειστήκει δ’ ἡ μήτηρ ἄτεγκτος καὶ ἀστένακτος. εἰ δὲ στενάξειεν ἢ δακρύσειεν, ἔδει τῆς τιμῆς στέρεσθαι, τὸ δὲ παιδίον οὐδὲν ἧττον ἐθύετο· κρότου τε κατεπίμπλατο πάντα πρὸ τοῦ ἀγάλματος ἐπαυλούντων καὶ τυμπανιζόντων ἕνεκα τοῦ μὴ γενέσθαι τὴν βοὴν τῶν θρήνων ἐξάκουστον.
¿No hubiera sido más útil a los cartagineses haber cogido a Critias o a Diágoras como redactor de sus leyes desde un principio y no creer en ninguna de las fuerzas divinas o en dioses, que hacer tales sacrificios a Crono? […]
[…] ellos en persona, sabiéndolo y dándose cuenta de ello, sacrificaban a sus propios hijos y los que no tenían hijos, comprando los hijos a los pobres, los sacrificaban como a corderos o polluelos. La madre estaba presente, inflexible y sin llorar, y si se lamentaba o lloraba, debía perder el dinero, y su hijo, no obstante, era sacrificado, y todo el espacio delante de la imagen se llenaba de ruido de tocadores de flautas y de tambores, para que no pudieran ser oídos los gritos pidiendo ayuda.
Traducción de Morales Otal y García López (1986)

Diodoro Sículo (Bibliotheca historica, XX.14.6) escribió:

ἦν δὲ παρ´αὐτοῖς ἀνδριὰς Κρόνου χαλκοῦς, ἐκτετακὼς τὰς χεῖρας ὑπτίας ἐγκεκλιμένας ἐπὶ τὴν γῆν, ὥστε τὸν ἐπιτεθέντα τῶν παίδων ἀποκυλίεσθαι καὶ πίπτειν εἴς τι χάσμα πλῆρες πυρός.
Había en la ciudad una imagen de bronce de Cronos con las manos extendidas, las palmas hacia arriba y cada niño que era colocado en ellas era subido y caía por la boca abierta dentro del fuego.

Teodoro también relata que los familiares tenían prohibido llorar y que, cuando Agatocles derrotó a Cartago, los nobles cartagineses creyeron que habían disgustado a Moloch, así que sustituyeron a los niños recién nacidos por sus propios hijos para el sacrificio. Intentaron compensar al dios realizando el holocausto con doscientos niños de las mejores familias ininterrumpidamente, llegando a sacrificar trescientos en total. La gigantesca estatua de bronce estaba al rojo vivo, y las tropas que sitiaban la ciudad asistían al espectáculo desde las murallas exteriores que ya habían conquistado.
También lo relata Clitarco en un comentario sobre la República de Platón:

Al ver venir al Sumo Sacerdote de Moloch vestido de túnica púrpura, color de pureza, le pregunté cuál es el origen del culto. Me contestó que en los tiempos primordiales hubo una gran catástrofe y hoy en día, si no fuera por los sacrificios para fertilizar la tierra, serían piedras lo que se encontrase en ella. Entonces, en medio de una plataforma había una estatua de Cronos, con las manos extendidas sobre un brasero de bronce, las llamas que engullen a los niños. Cuando las llamas alcanzan el cuerpo, sus miembros se contraen y la boca abierta casi parece reír, hasta que el cuerpo contraído se desliza resbalando al fondo del brasero. Así es que esta mueca se conoce como risa sardónica, puesto que ríen al morir.

Con base en la mencionada historiografía, en los templos en los que se rendía culto a Moloch, se encontraba una enorme estatua de bronce del dios. Dicha estatua estaba hueca y la figura de Moloch tenía la boca abierta y los brazos extendidos, con las manos juntas y las palmas hacia arriba, dispuesto a recibir el holocausto. Dentro de la estatua, se encendía un fuego que se alimentaba continuamente durante el holocausto. En ocasiones, los brazos estaban articulados, de manera que los niños que servían de sacrificio se depositaban en las manos de la estatua, que por medio de unas cadenas se levantaban hasta la boca, introduciendo a la víctima dentro del vientre incandescente del dios, análogo a la historia grecorromana de Crono/Saturno cuando se tragaba a sus hijos (que posteriormente serían conocidos como los dioses olímpicos).

## Conclusión
La interpretación tradicional ha dicho que el culto a Moloch se extendió junto con la influencia de los fenicios en el Mediterráneo y llegó incluso a las costas de los etruscos y la península itálica. Dicen que Cartago lo tenía como dios supremo y protector de la ciudad. Sin embargo, esto no es demostrable, ya que las divinidades máximas de Cartago eran Tanit y Baal Hammon. En ninguna estela se ha descubierto una dedicatoria a Moloch, sino que encontramos arqueológicamente pruebas firmes de Molk como ritual a múltiples dioses y la palabra melek como epíteto. 
Una hipótesis unificadora es que la función de Moloch en la biblia sea repudiar un ritual antiguo, que se sincretizó a YHWH y tenían que desasociarlo de su dios, mismo caso de repudio lo vemos con el becerro de oro, el ocultamiento del dios semítico El aunque aparezca en diversas citas como Génesis 33:20 y la demonización del dios Baal, pudiese ser en el periodo transicional cuando estaban unificando a los Elohim en un único dios, lo que apoyaría la idea de que es práctica en honor a una o varias deidades propias del pueblo hebreo.
Diversos textos latinos, con cierta intención propagandística, se refieren a él como Crono o Saturno. Clitarco de Alejandría, Diodoro Sículo y Plutarco mencionan ofrendas de niños en llamas a Cronos o Saturno. Estas ofrendas de niños hasta el momento tienen motivos inciertos y se cree que pudiese ser resultado de la altísima mortalidad de menores, siendo entonces una necrópolis y no un ritual de sacrificio.

## Apariciones

### [Biblia]
Apariciones en la Biblia, según transcribe la Biblia Reina Valera:
- se menciona como Moloc: Levítico 18:21; Levítico 20:2-5; 1Reyes 11:6-7; 1Reyes 11:33; Amós ; Hechos 7:43
- se mencionan sacrificios infantiles por fuego: Deuteronomio 12:31; Deuteronomio 18:10; 2Reyes 16:3; 2Reyes 21:6; 2Reyes 17:17; Jeremías 7:31; Ezequiel 16:20
- se menciona como Baal: Jeremías 19:5

### Literatura
Aparece en el poema épico "Paraíso perdido" de John Milton y en la novela de Jeff Lindsay "Dexter en la Oscuridad", así como el "El Abismo de Maracot" de Arthur Conan Doyle, en "El Aullido" (Howl y otros poemas) de Allen Ginsberg, en el ensayo "Los demonios de Loudun" de Aldous Huxley y su nombre lo toma como suyo el personaje antagónico de la novela "El Símbolo Perdido" de Dan Brown. También aparece en el poema "los motivos del lobo" del poeta nicaragüense Rubén Darío. Es figura destacada en la novela cartaginesa "Salambó" de Gustave Flaubert.
Se hace una breve mención, con el nombre de Baal, en la novela de Anne Rice "La reina de los condenados".  Aparece también en una breve descripción de lo que significa el estado burgués retratado por Herman Hesse en "El lobo estepario".
Moloch hace una aparición en la serie de novelas gráficas de Mike Mignola Hellboy, en la historia corta llamada “En la Capilla de Molloch", al ser resucitado por un pintor obsesionado con Francisco de Goya al sur de Portugal.
El nombre de Moloch también aparece en la conjuracion de los siete genios del Sabio Salomón, muy utilizada por los gnósticos modernos. En El Anticristo del filósofo alemán Friederich Nietzsche se hace una referencia a Moloch en los aforismos iniciales. También el poeta Bertolt Brecht menciona a Baal en su poema Coral del Gran Baal perteneciente al libro Hauspostille de 1927.

### Filmografía

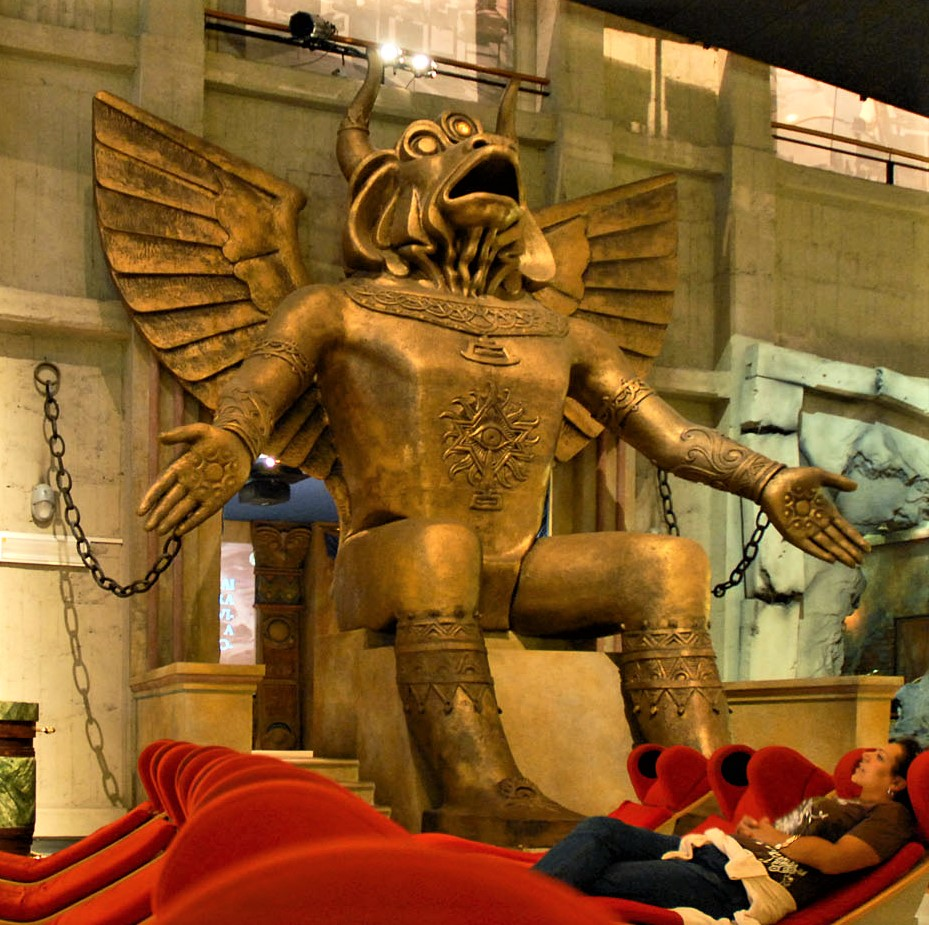
Estatua de Moloch de la película Cabiria (1914). La estatua se encuentra en el Museo Nacional del Cine de Turín

Aparece en la película de Fritz Lang denominada Metrópolis (1927) como un monstruo capaz de devorar a los hombres (trabajadores) encargados de las máquinas de producción.
En Cabiria (1914), de Giovanni Pastrone, aparece de forma más similar con el aspecto tradicional del dios y sus sacrificios. En la película del mismo nombre del director de cine ruso Aleksandr Sokúrov, donde el espíritu de Moloch es encarnado por un Hitler megalómano e infantil, aislado de la realidad en su "Nido del Águila". En la película "Howl" del año 2010, sobre el poema homónimo de Allen Ginsberg, Moloch aparece como una figura esencial en la trama.
En la novela gráfica Watchmen uno de los personajes tiene el nombre de Moloch.
En la película El Rito, Baal es el demonio que posesiona al padre Lucas.
En la serie "Sleepy Hollow" (2013), Moloch es quien despierta al Jinete Sin Cabeza, llamando así al resto de los Jinetes del apocalipsis.
En la película Cementerio General 2 (Juego siniestro) (2015).
En la serie "Supernatural" hay un capítulo, el 18 de la temporada 12 (2017), que se centra en este dios.